# Eduardo Guerrero

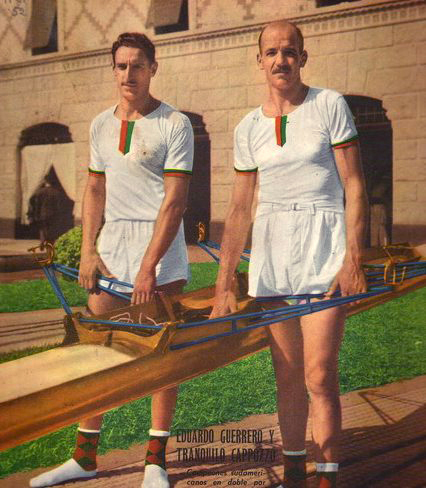
Eduardo Guerrero och Tranquilo Capozzo.

Eduardo Guerrero, född 4 mars 1928 i Salto i provinsen Buenos Aires, död 17 augusti 2015 i Buenos Aires, var en argentinsk roddare.
Tillsammans med Tranquilo Capozzo tog Guerrero OS-guld i klassen dubbelsculler vid olympiska sommarspelen 1952 i Helsingfors. I sin ungdom spelade Guerrero rugby för klubben Deportiva Francesa.